# Вальдштатт
Вальдштатт (нем. Waldstatt) — коммуна в Швейцарии, в кантоне Аппенцелль-Ауссерроден. 

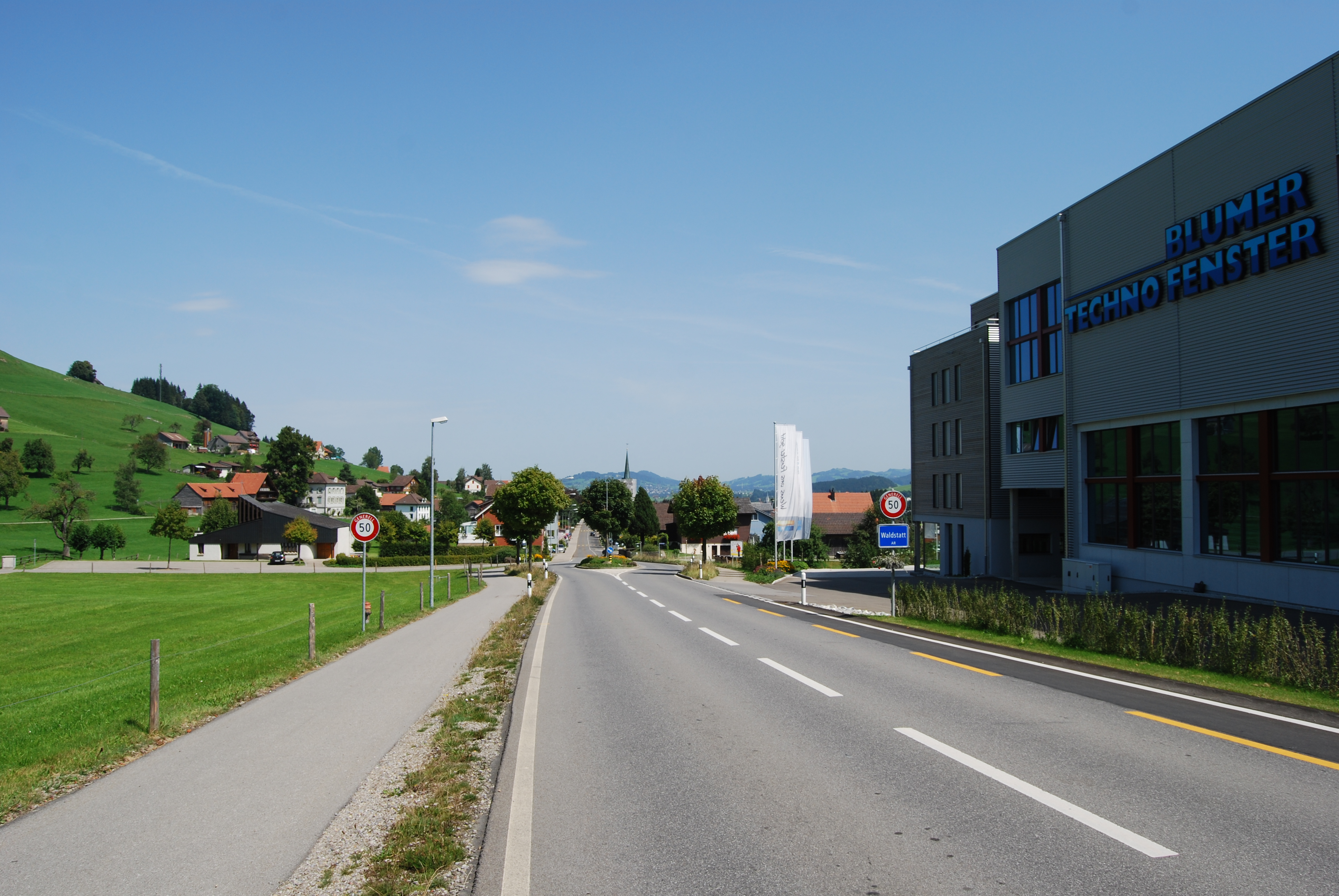
Вальдштатт

Население составляет 1737 человек (на 31 декабря 2006 года). Официальный код  —  3007.